# Piotr Shafírov

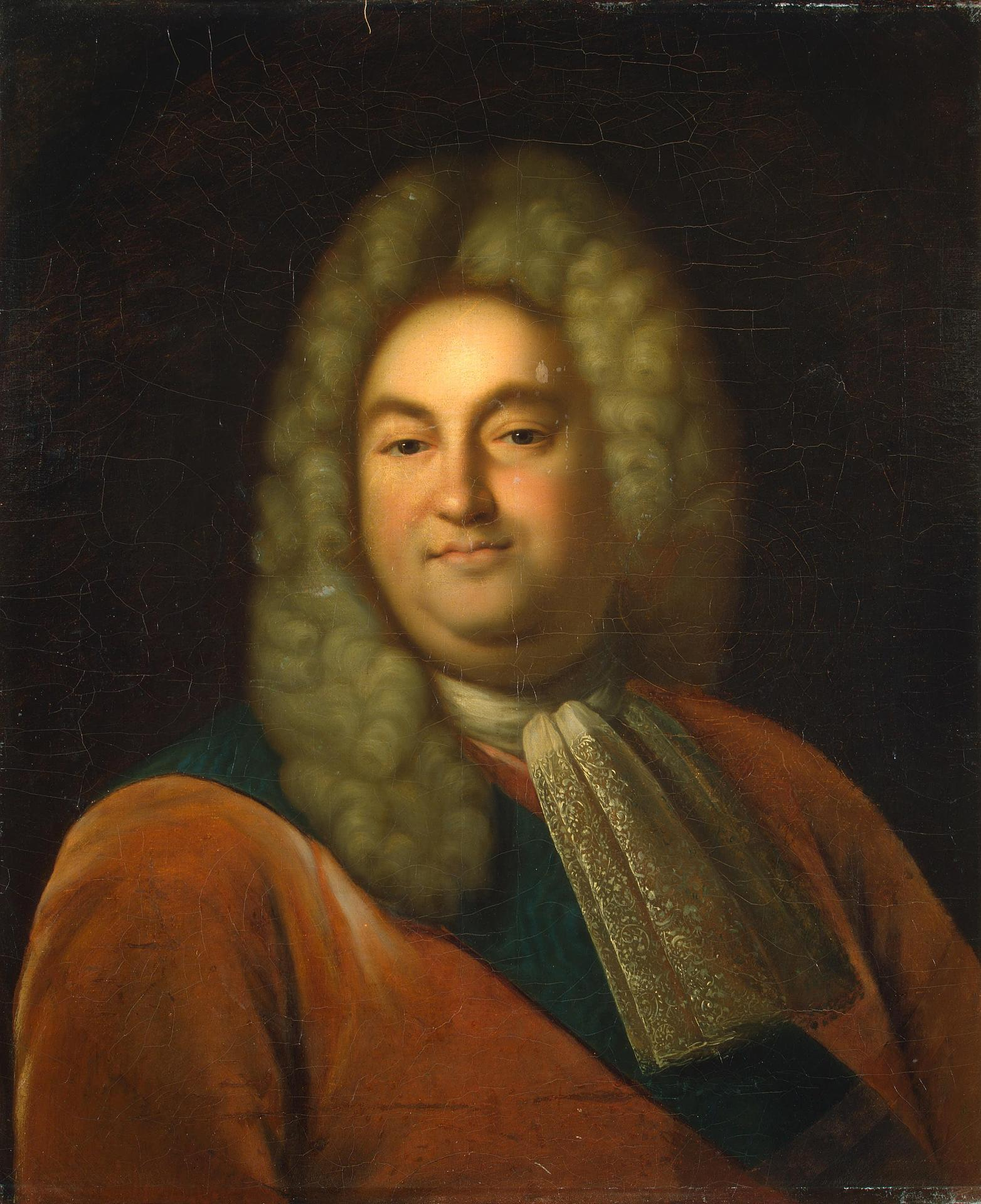
Vicecanciller Piotr P. Shafírov

El barón Piotr Pávlovich Shafírov (del ruso: Пётр Павлович Шафиров), nacido en 1670, fallecido en 1739, fue un diplomático y estadista ruso, ministro de Asuntos Exteriores de 1706 a 1708, vicecanciller del Imperio ruso de 1709 a 1723, presidente del Colegio de Comercio (1726).

## Biografía
Nacido en una familia askenazí de origen polaco, el abuelo de Piotr Pávlovich Shafírov recibió el sacramento del bautismo en 1645 y tomó el nombre de Pável. El hijo de este último fue intérprete en el prikaz de los embajadores .

### Inicio de su carrera
Piotr Pávlovich Shafírov comenzó su carrera como vendedor en un almacén moscovita. Poseía una extraordinario conocimiento de lenguas extranjeras. Vivo, despabilado, poseía todas las cualidades requeridas para la actividad diplomática y fue traductor jefe de los Asuntos Exteriores durante varios años. Acompañó a Pedro el Grande en sus numerosos viajes.

### Carrera diplomática
Shafírov fue un notable diplomático: participó en negociaciones con representantes de potencias extranjeras. Preparó grandes tratados, como el tratado de Nystad, firmado en 1721 que puso término a un largo conflicto que enfrentó Rusia con Suecia, la Guerra del Norte (1700-1721).

### Vicecanciller
En el curso de las festividades en ocasión de la victoria en la batalla de Poltava (28 de junio de 1709, Shafírov fue nombrado vicecanciller y barón.
Shafírov fue condecorado con la más alta recompensa de esa época en Rusia, ya que fue nombrado caballero de la Orden de San Andrés, que había sido creada por Pedro el Grande en 1699.   
El Ejército Imperial Ruso también conoció derrotas, a destacar la de la campaña del Prut de 1710-
1711 en la que Pedro I fue derrotado por el ejército otomano. Contra toda previsión, el vicecanciller Shafírov consiguió concluir el Tratado del Prut (21 de julio de 1711). Estas negociaciones con el visir turco permitieron al ejército imperial de Rusia retirarse con sus estandartes y sus armas. En contrapartida, el barón se quedó como rehén de los turcos. Fue encarcelado tras la ruptura del tratado de paz en las Siete Torres, donde moraría cautivo por tres años, hasta que se pagó el rescate.
En 1713, con la ayuda de los ingleses y los holandeses, Shafírov consiguió vencer a la diplomacia de Carlos XII de Suecia y la de sus agentes. Confirmó las excelentes relaciones turco rusas gracias al Tratado de Adrianópolis firmado en junio de 1713.
Tras la creación de los colegios o servicios del Estado en 1718, Shafírov fue nombrado vicepresidente de los Asuntos Exteriores y senador.

### El declive
El barón Shafírov fue arrestado en 1723 y sus bienes fueron confiscados por orden del príncipe Aleksandr Ménshikov. Fue acusado de desviar bienes del Imperio y de conducta disoluta. Pedro I, de acuerdo a esta acusación, lo hizo condenar a muerte. La condena fue conmutada en el momento de ejecutarse por el exilio, primero a Siberia y luego a Nóvgorod.
A la muerte del emperador el 28 de enero de 1725, Shafírov encargó la redacción de una biografía del difunto zar.

### Retorno a la Corte Imperial
La emperatriz Catalina I devolvió a Shafírov a San Petersburgo en 1726. Se le devolvieron sus títulos y sus bienes. Le fue confiado el recién creado Colegio de Comercio, recuperando rápidamente su función de vicecanciller del Imperio, aunque su rivalidad con el conde Andréi Osterman le impidió alcanzar una función más alta.

## Fallecimiento
Piotr Pávlovich Shafírov falleció en 1739. La primera línea de los barones de la historia de la Rusia imperial se extinguió con él, a falta de descendientes varones.

## Descendientes
Entre sus descendientes cabe destacar a Piotr Viázemski, Serguéi Witte o el príncipe Félix Yusúpov.